# Grabrelief des Publius Aiedius und der Aiedia
Das Grabrelief des Publius Aiedius und der Aiedia ist ein antikes römisches Grabrelief aus der ersten Hälfte des 1. Jahrhunderts und befindet sich heute in der Antikensammlung Berlin.

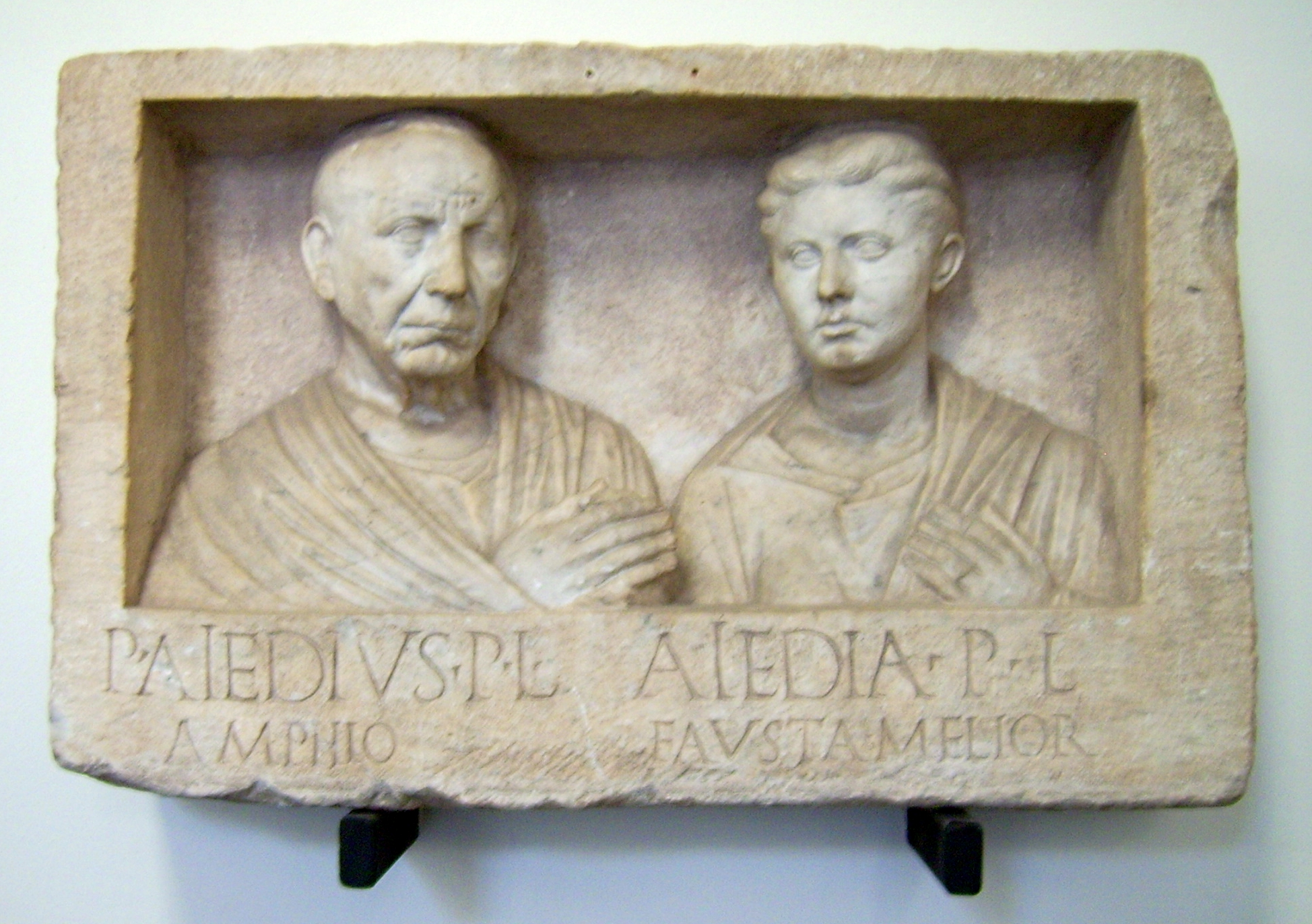
Grabrelief des römischen Ehepaares Publius Aidius und Publia Aidia

Die Inschrift unter dem Relief lautet:

P(ublius) Aiedius P(ubli) l(ibertus) / Amphio // Aiedia P(ubli) l(iberta) / Fausta Melior

„Publius Aiedius Amphio, Freigelassener des Publius; Aiedia Fausta Melior, Freigelassene des Publius.“

Publius Aiedius Amphio wird durch das L in der Inschrift als libertus, als Freigelassener eines Publius Aiedius, gekennzeichnet. Sein sklavischer Rufname, ein für römische Sklaven typischer griechischer Name, Amphio wird als letztes genannt. Der Rufname der Frau war Fausta Melior. Auch sie ist als Freigelassene des Publius Aiedius bezeichnet. Damit ist der soziale Stand des Paares klar. Die beiden ehemaligen Sklaven haben nach der Freilassung das römische Bürgerrecht erhalten, doch war es für sie nur ein Recht zweiter Klasse, das sie ihrem früheren Besitzer, der nun ihr Patron war, immer noch verpflichtet waren. Doch hatten sie nun unter anderem die Freiheit, eine Ehe einzugehen, und aus solchen Ehen stammende Kinder wurden normale römische Bürger.
Die Bildsprache des Reliefs vertieft diesen Umstand noch. In geradezu kalter realistischer Weise wurden beide Personen dargestellt. Kein Anzeichen von inniger Verbundenheit oder gar Liebe ist zu erkennen. Im unteren Bildzentrum reichen sich beide die Hände und zeigen somit nüchtern ihre Verbundenheit und ihren Status als Eheleute. Die starren Finger der anderen Hand der Frau zeigen zwei Ringe, was für einen gewissen Wohlstand des Paares spricht. Der Bildausschnitt ist gerade so groß, dass auch noch die Bekleidung des Paares zu erkennen ist. Aiedia trägt Chiton und Mantel, Aiedius eine Toga, die freien Bürgern vorbehalten war. Neben der realistischen Unterkühltheit ist auch die unbeschönigende Darstellung von Alter und körperlichen Schönheitsfehlern. Die Falten, die sich schon tief in die Haut gegraben haben, sind ebenso dargestellt wie die lederartige Haut und die Warzen an Stirn und Mund. Damit sollten die Porträts an wächserne Totenmasken erinnern. Somit wurden das Alter und seine Merkmale zu Zeichen von Würde (dignitas) und Fleiß (virtus) derer, die sich aus dem Sklavenstand emporgearbeitet hatten.
Heute sind mehr als 125 Reliefs dieses Typs bekannt. Sie erinnern nicht zufälligerweise an Fenster, aus denen die Dargestellten heraussahen. Solche Reliefs waren in die Mauern von größeren Grabbauten eingearbeitet worden und befanden sich manchmal sogar wie Fenster seitlich an Türen, die ins Innere des Baus führten. Die Dargestellten „schauten“ somit aus ihren Fenstern auf die Gräberstraßen vor dem antiken Rom. Nicht selten wurden Freigelassene in den großen Grabbauten ihrer früheren Herren mitbestattet. Das Grabrelief des Publius Aiedius und der Aiedia wurde an der Via Appia in Rom gefunden. Es besteht aus weißem Marmor und ist 99 cm breit und 64 cm hoch. 1866 wurde es für den Vorläufer der heutigen Antikensammlung Berlin erworben.